# ダーウィンズゲーム
『ダーウィンズゲーム』（Darwin's Game）は、FLIPFLOPsによる日本の漫画作品。『別冊少年チャンピオン』（秋田書店）にて、2013年1月号から2023年11月号まで連載。2024年1月時点で単行本の累計発行部数は1000万部を突破している。

## あらすじ
ここでは発売されている単行本と、その話数（game#〇〇）を表記する。

### 第1 - 8巻（1 - 30話）
平凡な高校生の少年カナメは、親友のキョウダから『ダーウィンズゲーム』という謎のアプリの招待を受けたことから、超能力同士の殺し合いゲームに巻き込まれる。また、その際に「シギル」と呼ばれる不思議な能力を授かることになる。
マスコットの着ぐるみを着た透明化の能力を持つ担任教師カトウを退けたカナメは、敗北したカトウが床ごと体が切り刻まれながら消滅するところを目撃する。自宅に戻り、アプリについて調べる折に、ゲーム内のガチャで「本物の拳銃」が手元に届いたことから、これが異常事態であると再認識する。
日本ランキング5位で『無敗の女王』と呼ばれる鎖使いの少女シュカに接触したカナメは、このゲームは各プレイヤーに異能（シギル）と呼ばれる様々な超能力が与えられ、他のプレイヤーと命懸けで戦うことを強制される異能者たちのバトルゲームであると聞かされる。それは一度始めたらクリアするまで、絶対にやめられない命をかけたデスゲームだった。
ダーウィンズゲームには定期的にイベントがあり、カナメは初参加となった『宝探しゲーム』で、嘘を見抜くマシンガン使いのリュージ、演算能力により予測を行うスナイパーのレイン、水と氷を操る小学生のスイを仲間にし、熾烈な戦闘をくぐり抜けてイベントをクリアする。しかし、渋谷周辺を拠点にする半グレ犯罪クラン『エイス』のリーダー王に逆恨みされ、命を狙われることになる。
ゲームマスター(GM)から、ゲームクリアかシステムの破壊によってゲームをやめることができることを知ったカナメは、イベントクリア報酬としてクランマッチで勝利した場合に『相手クランのポイントを総取りできる特権』を得る。その後、仲間たちと共にクラン【サンセットレーベンズ】を結成したカナメは、凄腕の暗殺家である劉雪蘭を仲間にして、ゲームのクリアを目指す。
しかし、『エイス』により親友シノヅカを人質にとられたカナメは、空間を自在に操る異能を持つ王を倒すものの、親友を亡くしてしまう。《アニメ第1期》

### フラッグゲーム
作者自らが描く公式スピンオフ小説。
エイス討伐後、シブヤをサンセットレーベンズの領地とするために、開催されたフラッグゲーム。その裏で、シュカがダーウィンズゲームを始めるきっかけとなった両親の仇を討つ。

### 第8 - 20巻 (31 - 80話)
続くイベントの『ハンティングゲーム』では、絶海の孤島でのサバイバル対人戦が繰り広げられる中、周囲を見渡す異能を持つガンマニアのオージと行動を共にする。だが、島には異能を使用する類人猿ドウメと、明らかに古代の文明で生活する日本邑があり、それらがハンティングの目標とされる。しかしカナメらはドウメを敵としながら邑人を守ることとし、彼らを狩ろうとしていた分身のシギルを使うカネヒラを倒す。
並行世界のGMと接見し、アプリを解析することによってGMへ近づく方針を固めたカナメは、前イベント中に傘下となったクラントリニティの特権により、次のイベント情報を入手する。
続いて、イベント『海賊王との決闘ゲーム』では日本ランキング上位プレイヤーのギョクト＆イノリという助っ人を含め、カナメ、シュカ、イヌカイ、劉雪蘭の4人で臨む。国内外から参加したプレイヤー全員が味方となり、異なる世界線からやってきたプレイヤーとの100人同士での決闘であったが、圧倒的な敵戦力を前に降伏し、生存者は事前のルール通り異世界へと連れ去られる。
捕虜として異世界に移ったイベント参加者であったが、国賓級の待遇となり、さらに異世界ではDゲームの影響がおよばないことから、この異世界に留まるという結論に総員が落ち着こうとしていたところ、カナメのスマートフォンにGMからDゲームの招待が届く。残してきた仲間が気がかりであったカナメは、一時的に元の世界に戻ることを決意する。
一方、元の世界では決闘ゲーム開催中に、イベント不参加者にはシブヤハンティングゲームのイベント通知が届いていた。突如としてシブヤの街中に現れた獣たちは次第に激しさを増し、シブヤの街を蹂躙していく。

### 第21巻以降 (81話 - )
異世界では予期せぬ妨害に遭ったため不完全な形での転送となってしまい、カナメのみが元の世界に帰還することが出来た。しかし、イベント開始時とは比べ物にならない程、渋谷は破壊され混沌としていた。グリードと呼ばれる熊や象に似ているモンスターを排除しつつ、仲間たちと合流するが、異世界では数か月だった時間の流れが元の世界では5年が経過していることを知る。仲間たちとの再会を喜ぶ束の間、GMのメッセンジャーとしてカナメの前にオボロが現れる。戦いの後、オボロがメンバーに加わることとなる。

## 登場人物
声の項はテレビアニメ版の声優。

### クラン【サンセットレーベンズ】
カナメが組織したクラン。クラン名の意味は「夕暮れのカラス達」。名前の由来は、スイが童謡『七つの子』を元にして発案し、カナメとリュージがその独自のセンスで仕上げたもの。レイン以外のメンバーが決めており、カラスに対するそれぞれの印象から付けられた。クランマークは翼を広げた烏。
【エイス】とのクラン戦に勝利し、彼らが領土としていたシブヤを奪い拠点とした。スドウカナメをリーダーとし、日本国内のダーウィンズゲームにおいては最強クランと目されている。 
スドウ カナメ / 須藤 要（スドウ カナメ）
声 - 小林裕介
本作の主人公。父親は海外へ単身赴任、母親は亡くなっており、アパートで一人暮らしをしている。父方の祖父は田舎で刀工をしているが、家を捨てた息子とは仲が悪く、カナメも小学校に上がる前に一度しか会っていない。
同級生で友人のキョウダから招待を受け、内容を知らないままダーウィンズゲームに参加した。初心者でありながら立て続けに「バンダ君」や「シュカ」といった名だたる対戦相手を倒したことで一躍注目を得るプレイヤー。初参加となったイベントの宝探しゲームでシブヤに隠された宝を仲間と共に見つけ出しクリアしたことでBランクに昇格、クラン【サンセットレーベンズ】を立ち上げる。さらに、「ハンティングゲーム」のクリアをオボロから譲られA4ランクに上がり、日本ランキング3位となる。
Dゲームに無関係な一般人を巻き込むことを忌避している。シブヤを制圧後に、全プレイヤーに対してサンセットレーベンズの領地におけるDゲーム禁止令を告知した。一般プレイヤーが死なないように「ダンジョウ拳闘倶楽部」と共にクランシェルターを解放した。
異能は自分が識る器物を生成することができる神話級・念動系具象化能力『火神槌（ヒノカグツチ）』。銃や刃物のように作られた目的がはっきりしている単目的な道具は得意だが、自分が構造を理解できない物、車などのサイズが大きすぎる物、スマートフォンのような多目的で構造が複雑すぎる物 は作れない。有効限界距離は周囲約2kmで、それ以上離れると物品は消失し、複数同時に具象化した場合は有効限界距離が大幅に減少する。持続期間は自分が意識を失うまでか、あるいは自分が触れて「戻れ」と念じるまで。
宝探しイベントのクリアで得た特権は『勝者総取り（ハイ・ローラー）』。ポーカーのオールインと同じく、持っているチップを全て賭け、相手に同額までを「賭けさせる」勝者総取りの大勝負を仕掛けることができる。
シュカ / 狩野 朱歌（カリノ シュカ）
声 - 上田麗奈
本作のヒロイン。【サンセットレーベンズ】のメンバー。幼少期に両親を異能使いに惨殺され、現在はマンションで一人暮らしをしている。自分を騙してDゲームに巻き込んだ相手を殺害し、後に親の仇も討っている。料理は苦手。
日本ランキング5位。戦闘能力がとてつもなく高く、1人で独自の戦い方を確立した天才で、鉄鎖を用いた高い空中機動力が持ち味。初戦から負け無しで49連勝したことから「無敗の女王」と呼ばれていたが、カナメに敗れて連勝記録がストップする。
異能は、紐状の構造物を自在に操る王級・念動系の『荊棘の女王（クイーンオブソーン）』。なお、髪の毛も紐状なので武器にもできるが、髪が痛むので普段は三つ編みを結う程度でしか使わない。
レイン / 柏木 鈴音（カシワギ レイン）
声 - 大森日雅
【サンセットレーベンズ】のメンバー。中学1年生のボブカットの少女。左目の下に黒子がある。好物はうめえ棒で、好きな味は納豆味。
情報収集能力に長けており、様々な情報を正確に解析することから『解析屋』と呼ばれている。積極的に戦うタイプではなく、本人も『逃げ専』というほど戦闘を避けて今まで生き延びてきている。
『宝探しゲーム』にて生き残るためにホテルから脱出するまでという条件でカナメと一時的に手を組んだことがきっかけで、後にサンセットレーベンズメンバーとなる。その後はダーウィンズゲームを終わらせる共通目的から、ゲーム自体の解析を主に、電子系システムの管理を行う。5年後の世界ではクランのリーダー代理を務め、後にカナメから正式にサブリーダーに任命される。
異能は全ての動きを予想する情報処理系の超人級異能『世界関数（ラプラス）』。戦闘では主にラプラスを応用した回避や狙撃を行っている。ただ、空間転移などの知覚が難しい能力とは相性が悪い。通常は外界に対して行使されるが、自分の中に眠る答えを探す「内界観測」というもう1つの使い方もある。
リュージ/ 前坂 隆二（マエサカ リュウジ）
声 - 八代拓
【サンセットレーベンズ】のメンバー。茶髪の青年。戦闘ではドクロのマスクと防弾の装備を纏って、機関銃を用いた制圧を得意としている。趣味はビリヤードで洋楽好き。
カナメとは『宝探しゲーム』にて初対面時は敵対したが、後にレインと同様に生き残るためにカナメと一時的に手を組んだことがきっかけで、後にサンセットレーベンズメンバーとなる。
異能は喋っている相手が嘘をついているかどうか分かる超人級・五感拡張系異能『嘘発見器（トゥルーオアライ）』。相手が間違ったことを信じているのは見破れず、真実を直接知ることが出来るわけではないので、嘘をつくのではなくはぐらかすタイプの相手などとは相性が悪い。
あまり役に立たない異能と思われていたが、対人における交渉時には相手の真偽を探れるだけでなく、人型グリードに対しては見るだけで完璧に見破れるなど極めて強力な効果を発揮したため、代えの効かない人材として扱われるようになる。
スイ
声 - 花守ゆみり
【サンセットレーベンズ】のメンバー。二重人格の少女。
『宝探しゲーム』で、狙撃を警戒して地下道に入ったシュカを、水を操る異能によって地下道を水没させて追い詰めた。
イベント終了後にシュカにスカウトされSレーベンズに加入する。
異能は水を自在に操る超人級異能『枯れずの水瓶（ポルクスライト）』。液体に含まれる水分を操作することで、様々な液体を操作できる。その本領は体内への干渉であり、相手の体内の水分を全て絞り出すことはできないものの、血液を直接操ることで高い殺傷能力を発揮する。また、体内の水分を感知することで目視できない位置の生物を精密に認識し、至近距離でなら血流の変化で異能の兆候も知覚することが可能なほか、弾丸の摘出や止血など応急処置にも効果的。
5年後の世界では密かにリュージに想いを寄せていることがソータに見抜かれている。また、異能も大幅に強化されており、大気中から水分を抽出することも可能となっている。
ソータ
声 - 花守ゆみり
スイの双子の兄。1年前に事故で死んでいる。スイがDゲームを始めた影響で、ソータの魂はスイの体に宿っている。スイよりも口調が荒いため、周囲は入れ替わったことにすぐ気づける。
異能は水を凍らせる『開かずの氷室（カストルライト）』。狭い通路を分厚い氷で塞いで相手を閉じ込めることも可能。『枯れずの水瓶』に比べて直接的な攻撃力が高いが、あまり速くは動かせないという弱点は同じ。
劉 雪蘭（リュー シュエラン）
声 - 茅野愛衣
超一流の暗殺者でポニーテールの女性。台湾人。登場初期は動物を模した仮面を着けていた。
日本におけるDゲームのランキング1位で、通称『接死の狐（アンタッチャブル）』。二千年続く殺しの一族の末裔であり、後継者を探している。「宝探しゲーム」をクリアしたカナメを目に留め、カナメに殺しの技を継がせるか、カナメの子を産むか、と考えて彼を誘拐したが、【サンセットレーベンズ】とのクランマッチにおいて負けたため、仲間になった。
Dゲームの世界では有名人でありながら、長らく異能は不明のままだったが、後に殺気を視認できる天然の異能者と判明する。また殺気を放つことで、相手に死ぬ幻を見せることができる。
士明（シーミン）
声 - 梅津秀行
雪蘭の補佐を務める丸眼鏡をかけた老執事。雪蘭のため、決闘後はサンセットレーベンズに対し潔く負けを認め、なおも渋る彼女を説得してみせている。武芸を含め豊かな識見を持ち、Sレーベンズのメンバーを心身と異能共に鍛え上げている。料理もプロ級の腕前。
プレイヤー以外には口外できない「Dゲームの情報」を見聞きしている、ハンティングゲーム開始前に「自分に招待が来なかった」と発言している、テミスが特権でハンティングゲームに参加させようとした、等の事実から士明自身もプレイヤーであることは間違いない。ただ異能は不明のままだったが、後に雪蘭と同じく殺気を視認できる天然の異能者と判明する。
アジトがグリードに襲われた際、クランメンバーが撤退するための時間を稼ぐためグリードの群れに立ちはだかり、この戦いが原因で左足を失い義足になったが、生活自体には不便していない。
オージ キミヒコ
迷彩服を着た青年。銃器に詳しく、使用する銃はガチャで手に入れている。使用する銃はベルギー製のスカー。フランス製の銃が好きであり、カナメに熱く語っている。そのため保有ポイントは0であり、カナメに「よく生き残ってこれたな」と言われている。
「ハンティングゲーム」でカナメと知り合い行動を共にし、戦いの中で異能を成長させ、隠れ潜んでいたカネヒラの本体を見つけ出すという決定的なサポートを果たす。クリア後には【サンセットレーベンズ】に加入する。
異能は自分が探しているモノの位置を感じ取り、視点を自由に動かして探す千里眼『企鵝眼（サードアイ）』。当初は自分で異能の限界を決めてしまっており、良く見たことがある具体的な対象でないと位置がわからず、曖昧な概念を探すことはできず、異能を使っている間は完全に無防備になるなど制限が多かったが、カナメのアドバイスのおかげで50mの範囲を90m先まで伸ばすことができた。さらにリクを見つけ出した際の能力的矛盾をオボロやアリサに指摘されることで、空中半径2kmという驚異的な視界を獲得した。
5年後には近距離なら異能を使いつつ普段の行動もできるまで腕を上げ、先行偵察などをより効率的に行えるようになっている。
イヌカイ
声 - 榎木淳弥
高校1年生。元【ダンジョウ拳闘倶楽部】のメンバー。
シュカを倒したカナメと戦いたいがために、レインの情報を元にシブヤに出てきた。初心者であるカナメに戦う前に色々と忠告するなど根は良い人物。武器を扱うのに抵抗があり、己の肉体だけで戦う。
急成長を続けるカナメに対し嫉妬心を抱き、ダンジョウの許可を得ずに同盟クランであるカナメと私闘を行ったため、ダンジョウから破門を言い渡され、その後【サンセットレーベンズ】に加入する。移籍後に雪蘭より徒手格闘の才がないと断言され、ポリシーを曲げて異能と相性の良い三節棍の訓練を開始する。
異能は自分の運動速度を数倍上げる『韋駄天足（スピードスター）』。肉体の強度自体は大して上がる訳ではないため加速のままに打撃を放つと自分の手足まで故障する、重量物を持つと加速できないのでナイフ以上の重さの武器は持てないなどの制約がある。

### クラン【エイス】
シブヤを拠点とするクラン。メンバー全員が揃いのジャケットを着ている。Sレーベンズと対立するも、クラン崩壊時に「勝者総取り」が発動し、ポイント全損によりクランメンバー全員が死亡し、クランは壊滅した。
王（ワン）
声 - 松岡禎丞
ドレッドヘアーの男性。【エイス】リーダー。Aランカー。
人を殺すのが好きであり、生きている人の指を切断して酒の入った瓶に詰めているという超危険人物。その一方で狡猾で頭が良く、『宝探しゲーム』に裏があることにいち早く気付き、ゲームに招待されていなかった【エイス】のメンバーを呼び集めて、一帯で大捜索を行った。だが、カナメに知恵で上を行かれてゲームをクリアされてしまった。
イベント敗北後、カナメへの復讐としてシノヅカを拉致、殺害する。だが、これによってカナメの逆鱗に触れてしまいクラン戦で敗北、カナメの特権によってDポイントを全損、クランごと壊滅し死亡する。
ゲームマスターからは台風の目として「特別観察対象」に指定されており、ゲームが停滞せず、カナメという強力なプレイヤーを誕生させたことで、死後も一定の評価を受けている。
異能は空間を自在に操る王級・念動系『虚空の王（ベルゼブブ）』。主な能力は瞬間移動と切断の2つ。空間転移の射程は10m（通常は5m程で使用している）、空間切断の射程は1mで、2つの能力は同時使用できず、必ずワンテンポ間が開くという制限がある。基本的に瞬間移動できるのは自分自身だけで、敵を強制移動させることは出来ないが、相手との位置を入れ替えるという奥の手も存在する。また、空間転移するとそれまでの速度がキャンセルされる性質がある。
セイゲンが元いた世界では、シブヤ宝探しゲームの前に死亡。能力を《エミュレーター》に奪われた。
カツラ ケーイチ
声 - 木島隆一
坊主頭の男性。空手の達人。【エイス】の幹部である古参メンバー。かつて空手の大会で試合相手を殺害してしまい、殺人を犯した事実に苦しむが、王にもっと沢山殺して死を薄めるよう勧められてDゲームを始め、苦しみから解放された。
大量のリングを狙い、シグや他のメンバーとホテルに向かい、自身の異能による空気の壁を足場として外から侵入した。ヒイラギが起こしたビルの崩落を生き抜いたものの、重傷を負い以降は右目に眼帯をしている。最後の戦いではSレーベンズに協力するイヌカイを圧倒するが、クランの崩壊により死亡する。
異能は空気圧を拳に乗せる『豪風拳（テンペスト）』。有効範囲は至近距離に限られるが、武装した警官隊をまとめて吹き飛ばし、車両を叩き潰すなど凄まじいパワーを持ち 、空気で作った足場を蹴って空を飛ぶ、空気の壁で爆風などから身を守るなど汎用性も高い。
シグ
声 - 水中雅章
細目の男性。【エイス】の幹部で「火炎魔人」と称される。本名は不詳。大量のリングを狙い、ケーイチと他のメンバーと共にホテルに向かった。そこでヒイラギと戦闘になり、異能の相性の良さから致命傷を与えるも、ヒイラギの異能によって倒壊したビルの下敷きになった。
異能は身体を炎で包む『火身焦熱（アグニドライブ）』。非常に珍しい身体変化系の発火能力者。
シンジ
声 - 斉藤壮馬
【エイス】のメンバー。元々シンジがDゲームをやっており、面白半分で王が始めた。人を殺したことが無かったがカナメに銃を向けて撃とうとしたところを、先に額を撃ち抜かれて殺された。
クロス カズヤ
【エイス】のメンバー。スキンヘッドに刈った頭部に入れ墨を入れたアウトロー。リュージの回想にのみ登場していることから、1巻時点ですでに故人と思われる。復讐の対象としてリュージによって殺害される。飼っていたオウムは親戚の老人に引きとられた。

### クラン【カネヒラ保険組合】
金平 英明（カネヒラ ヒデアキ）
声 - 江越彬紀
【カネヒラ保険組合】を運営している男性。日本ランキング3位。過去行われたイベントをクリアし、報酬としてGMに保険事業の契約システムを実装してもらった。
一見普通のサラリーマンだが、剣術において非凡な才覚を持つ。剣道5段。
エイスを壊滅させたサンセットレーベンズがシブヤを支配下に置き、以後のDゲームでの私戦を禁じたことから顧客が激減。同じく不利益を被っていたテミスと手を結んでイベント「ハンティングゲーム」でカナメの殺害を企てるが、オージの索敵とカナメの狙撃の合わせ技によって敗北する。手傷を負いながらも逃走する中、「ドウメ」と遭遇。ヤマウチを逃し、なんとか一体を倒してのけるも、後ろから現れたもう一体に不意をつかれて殺される。
異能は実体を伴った自分自身のコピーを半径約2km以内の任意の場所に複数生み出し操作する念動系具象化能力『摩利支天（ハレーションゴースト）』。さらにコピーの消去を行うことで、瞬間移動系能力あるいは光学系幻覚能力として偽装を図っていた。また、複数の分身で大量の物資を持ち上げ「手荷物」としてDゲームに持ち込むという裏技も使える。
サイトウ リュウイチ
小太りな男性。毎月の保険料の振り込みに文句を言いつつも、カネヒラ保険組合に所属しており、ハンティングゲームで組合を去っていたことが判明する。
ヤマウチ ギイチ
Dランカーの男性。ハンティングゲームではカネヒラ保険組合でのチーム内の情報を伝達する役割を担っている。
異能はある程度以上親しい人間の位置が離れていても分かる『帰巣本能（バードコンパス）』。カナメに狙撃され手傷を負ったカネヒラを救助に向かうも、カネヒラの最後の情として怒鳴りつけられ、その場から逃げ去った。

### クラン【ダンジョウ拳闘倶楽部】
シンジュクを拠点とするクラン。メンバーは26人であり、元々は至って普通のキックボクシングジム。
ダンジョウ / アレクセイ・ベルジェンニコフ
声 - 武内駿輔
シンジュクを拠点とするクラン【ダンジョウ拳闘倶楽部】のリーダー。ロシア人の男性で空手の胴着を着ている。ダンジョウと名乗っているのは日本が好きだからという理由。過去行われたイベントをクリアして、Dゲーム運営にランクマッチバトルの代わりに興行試合でポイントマッチを許可してもらっている。
日本ランキング4位の実力者で、1対1なら戦車と戦っても勝てると自負している。その昔、マフィアのボディーガードをしており、雪蘭とはそのとき出会った。
以前よりサンセットレーベンズとは友好関係にあったが、Dゲームで死者を出したくないカナメと、興行の伸び悩みを危ぶんでいたダンジョウとの思惑が重なり、トリニティをプロモーターとするという条件下でサンセットレーベンズとあらためて提携を結ぶに至った。
異能は自分の体をタングステン鋼を上回るほど固くする身体変化系異能『金剛羅刹（ウォールアイアン）』。
5年後の世界では圏外村の守備隊長を務めていたが、カナメやスズネとともに《エミュレーター》と交戦している最中、《エミュレーター》の攻撃を察知し咄嗟に『金剛羅刹』でカナメを庇うものの、ワンに変身した《エミュレーター》の『虚空の王』により切断され、死亡した。
カエデ
声 - 高田憂希
ロシア人の日本の着物を着た女性。ダンジョウの妻。カエデと名乗っているのはダンジョウと同じで日本が好きだからという理由。
異能は自然治癒を促進させる神話級能力『薬師恩寵（ヒーリンググレイス）』。切断された肉体を元通り繋げることも可能だが、あくまで自然治癒を促進するだけで、病気や生まれつきの障害までは治せない。
ヒイラギスズネ / 鈴音（スズネ）
声 - 小原好美
12歳。ヒイラギの娘。心臓が弱く入院しており、保険金を支払いに訪れたカネヒラに父の死を告げられショックを受ける。さらに、その後見舞いに訪れたレインが伝えた「Dゲーム」について調べている最中、偶然にも担当医であったアマガサにDゲームについて尋ねてしまったことから、アマガサに騙されてダーウィンズゲームに参加させられてしまう。リュージとスイの救援により助かり、現在はダンジョウ拳闘倶楽部でお世話になっている。異能に目覚めてからは心臓病も治っているが、異能を細かく制御できずに獣耳と尻尾は生えたままになっている。
異能は体を獣のように変化させる『常若の国（マグ・メル）』。応用が効き、両手を獣のように変化させるだけでなく、額から感覚器官の角を生やして気配を探ることも可能。

### クラン【ケルベロス】
兄妹3人によるクラン。「宝探しゲーム」ではリングを6種類集め、最後の1つであるダイヤを手に入れようとするも【ダンジョウ拳闘倶楽部】に3人とも失神させられてしまう。【AGEラボ】と協力関係になった。
大兄（おおにい）/イッタ
声 - 蒔村拓哉
冷静な男性。
異能は身体強化と治癒能力を得られる『限定された不滅（リミテッド・エターナル）』。額をライフルで撃ち抜かれても復活しており、妹の発生させる毒に耐性ができている。
セイゲンがいた世界では《エミュレーター》により能力を奪われている。
小兄（ちいにい）/ツグト
声 - 安田陸矢
弱腰の青年。異能は空気の流れを操る『風の通い路（ウインドブロー）』。
妹/ミーコ
声 - 道井悠
カチューシャを付けた女性。
異能は毒を発生させる『お休みの雲（スリープクラウド）』。

### クラン【AGEラボ】
アメリカで研究に勤しむクラン。Dゲーム参加者のDNAサンプルを集めている。
ジスラン
車椅子に乗った褐色の肌の青年。5年後にはくちなわ会の難民キャンプに身を寄せており、マリアと結婚して2児の父となっている。
マリア アンダーソン
白衣を纏った女性。眼鏡を掛けている。

### クラン【西郷組】
オオサカエリアで活動する暴力団を母体とする有力クラン。
サイゴウ タケシ
クランリーダーの男性。髪型はリーゼント。意外に信心深く、毎朝事務所近くのお地蔵さんを清掃している。
カナメが持ちかけてきた、西郷組とサンセットレーベンズによる相互不可侵協力の提案を1度は断るも、自身がカナメによって殺されかける事態に陥ったため降伏して提案を了承した。
ハンティングゲームにて日本邑でカナメ達と再会しており、妹のアリサと共にカナメに協力する。
異能は武器に特化して多数の金属物を同時に操る念動系能力『騎士の栄光（ナイツ オブ ラウンド）』。15丁もの自動小銃を同時に操作可能。
シブヤハンティングゲームの際、たまたまアリサとともに横浜にいたことからポイント稼ぎを目論んで関東に留まったところ、そのままグリードの本格侵攻が始まって関西に戻れなくなってしまう。そのため、5年後の世界では自衛隊の軍属となり、同じく軍属となった異能使いたちのまとめ役を務めている。
サイゴウ アリサ
タケシの妹。西郷組のメンバー。腰に刀を差している。
ハンティングゲームにて兄のタケシと共にカナメ達と再会した。モクレンの申し出を引き受けてカナメ達に協力する。
異能は『王之利剣（ザンテツケン）』。カナメの前で自らの異能について口走っており、刃物の切れ味が増すとカナメに予想をたてられてしまっている。人前で異能について喋るなとタケシに注意されている。

### クラン【くちなわ会】
5万人の信者を持つ同名の宗教団体を母体としている巨大なクラン。幹部信者全員が同じ念動系の異能を使う集団。
シブヤ放棄後は異能を使って難民キャンプを建造し、レーベンズなどの傭兵クランと協力し合っている。
閏間（うるま）セイゲン
【くちなわ会】のリーダー。頭に蛇を象った飾りをつけた盲目の中年男性。異能は『黒山羊の王（アザゼル）』。
自分達が殺した人間が転送されることを『くちなわ様の下に還る』と信者にうたっており、殺すことでその者を救っていると考えている。
実は平行世界の人物で、イザヤの執行人の一人だった。グリードとの最終決戦の際、死亡する間際のイザヤからGMの能力を委ねられ、20年前のこの世界に転移。以後、過去の知識と『黒山羊の王』の力をもって救世のために「くちなわ会」を作り、雌伏してきた。
ノリエ
【くちなわ会】のメンバーの糸目の女性。タケシの元同級生であり、関西出身。
異能はセイゲンと同じく『黒山羊の王（アザゼル）』。

### クラン【最凶進化同好会】
カナメの高校の生徒12名で構成されたクラン。
オオサコ
カナメの高校で番長をしている3年生。C1クラス。母子家庭の出身。
教師のイエイリに唆されてクラン【最凶進化同好会】を仕切り、「超能力開発アプリ」と称してDゲームをダウンロードさせ、「養殖」を行い金を集めていた。だが、経験の浅さからカナメに敗れ、イエイリからマインドコントロールを受けていたことを教えられる。その後、「海賊王との決闘ゲーム」に参加させられた際、異能を成長させたシゲオに頸椎を折られて死亡するも、シャオに骨折を治された後意識が無いにも関わらず異能を発動、自ら心臓を再起動させ蘇生する。
母親やクランメンバー、果ては自分を殺そうとしたシゲオまで心配する情に厚い面があり、捕虜となった際に龍から世界線Oで興す企業のメンバーに誘われているが、彼らへの義理から一度は世界線Nに戻りたいと考えている。
異能は手のひらから発電する『発雷掌（ライトニングイール）』。
田端 茂雄（タバタ シゲオ）
オオサコに唆されてDゲームを始めるが、当初は異能が弱く、金銭を搾取される日々を送っていた。だが、久々に登校したカナメから異能を成長させるアドバイスを受けた。その後、イエイリの教育を受け、正義のためなら殺人をも辞さない冷酷な性格へと変貌。運営の肝煎りで参加した「海賊王との決闘ゲーム」では一度とはいえオオサコを殺害する。
その後は捕虜にならずに元の世界へ帰還し、GMの部下として活動する。宇宙空間などの真空中で巨視的に見れば安定しているが、摩擦のある大気中のような微視的な視点では必ず崩壊する、という発現した異能の渦の力と同じ気質を持つので、精神面は非常に不安定。5年後にはグリードLLを単独で殺害できるほどの力を身につけているが、昆虫の脚をもぐ子供のような悪趣味な雰囲気がある。
異能は触れた物を回転させる『渦動輪の王（ザ・スピナー）』。当初はボールやペンを回転させる程度の力しか出せなかったが、カナメの指摘で自分の肉体を回転させられるようになり、滞空したまま鋭い回し蹴りを放つ、相手の頭を回転させて頸椎をへし折るなどの攻撃的な応用が可能となった。
イエイリ/ 白金（シロガネ）
カナメの高校に最近赴任してきた壮年の化学教師。顧問としてクラン【最凶進化同好会】を立ち上げ、オオサコをマインドコントロールして「養殖」を行いポイントを得ていた。しかし、Sレーベンズの捜査が自分に迫っていると知って家財を引き払って雲隠れし、「海賊王との決闘ゲーム」に姿を現しオオサコとシゲオを殺し合わせる。
その正体はGMの協力者であり、Dゲームを共に開発した元大学教授。GMは当時の教え子だった。元は計算機科学を専門としていたが、同じく教え子だった紫響から異能について教わってからは、異能に関する実証研究を行っている。実はグリード側の協力者でもあり、GMに悟られないよう裏で暗躍を続けている。その最終目的は、世界の外側にいる神の一員に加わる事。
5年後の世界では、能力が肥大化するシゲオのメンタル面に対し、懸念を覚えている。
異能は対象のあらゆる情報を読み取る『基底言語（ルートコード）』。当初は名前が読み取れる程度だったが、条件さえ整えれば情報の書き換えすらも可能。

### 圏外村
東北の山間にある廃村を改装したDゲームプレイヤーの保護施設。携帯電話会社に依頼してアンテナを折って地域一帯を電波的に封鎖しており、シェルター同様エンカウントバトルは防げないものの、ランクバトルから身を守ることが出来る。
シブヤ放棄後の5年間で、政府と共同の一大拠点となっている。
ナユタ
圏外村の防衛隊長を務める女性。
異能は身に付けた鈴で音波を操るもの。対人に特化した能力で、潜水艦のソナーの原理で周囲の人間を探知したり、至近距離にいる相手の三半規管を揺らして立てなくさせたりと、かなりの強さを持つ。
オウム
圏外村で死亡した老人のペットのキバタン。本名不明。【エイス】のメンバー「クロスカズヤ」に飼育されていたが、リュージに飼い主を殺害されて親戚の老人のもとへ引き取られ、老人が圏外村に来てから死亡したので、公民館で飼育されていた。動物でありながら異能に覚醒しており、車のタイヤをパンクさせて移動を妨害するなど、非常に高い知能を示した。圏外村に来ていた飼い主の仇であるリュージを執拗に狙ったが、スイに犯人であることを突き止められ、彼女を殺そうとしたものの返り討ちにあって死亡した。
異能は名称不明ながら、土石を操る。カズヤをモデルにした土人形（武装は無数の小石を発射するショットガン）を最大3体まで操るほか、公民館の玄関扉を上回るサイズの巨大な土塊をも山肌から抉り出す。

### 警察関係者
タゴナカ ユキマサ /  田護中 幸正（たごなか ゆきまさ）
初老の男性刑事。浦賀署の巡査部長。サカキと共に人型器物損壊事件を調査している。綾小路から「ダーウィンズゲーム」に関わることは口頭で自分に伝えてくれと言われた。
そのあと、「Alvitr023」から招待されたDゲームをダウンロードしてイベントバトル「宝探しゲーム」に巻き込まれるも、綾小路の通信とカナメのアドバイス、異能の発動によって無事生還。綾小路との話し合いによりDゲームに関する捜査に専属することになり、首相の肝煎りで内閣府の特殊犯罪対策室に異動した
年齢と職業相応に良識を備えており、学校への事務処理を怠っていたカナメを諭したり、日本邑住民の圏外村への移住を快くとりまとめたり、圏外村を定期的に訪れたりと善良な行動を諸処で示す。英会話も問題なく行える。ただし服装のセンスはない。
異能は昔飼っていた犬「タロウ」を呼び出す『番犬（ウォッチドッグ）』。タロウの姿や鳴き声はタゴナカにしか分からない一方、タゴナカ以外にも物理干渉が可能な実体を備えている。
綾小路 海斗（アヤノコウジ カイト）
警視。眼鏡を掛けた理知的な男性。渋谷で起きた大規模な人型器物損壊事件において、合同捜査本部を取りまとめている。イベントバトルに巻き込まれたタゴナカに警察無線を用いて「Dゲーム」の要点を伝えた。
異能は目を合わせた相手の精神を操作できる『強制執行（ピースメーカー）』。
5年後の世界では圏外村の実質的な責任者を務めながら自衛隊を含む政府機関との折衝に務めていた。長く禁煙していたが、ダンジョウの死に直面し、拠り所を求めるかのように紫煙を吐いた。
サカモト カスミ
女性刑事。クラブ「トリニティ」にタゴナカと共に潜入する際に着ていたドレス姿の感想を聞く辺り、綾小路に気がある模様。Dゲームが表社会に溶け込んでいる実状に不安を覚えている。

### Dゲーム上位ランカー
ギョクトサクジ
日本ランキング2位。イノリとはいとこ同士だが、別々にゲームを始めたためお互いプレイヤーであることを長い間知らず、その後もエイスの存在が危険だったためクランを組んではこなかった。
「海賊王との決闘ゲーム」で世界線O側の捕虜になった際には、世界線Nには戻らずDゲームを引退するという意思を示す。
異能は『真なる奈落（タルタロス）』。右手に触れたものを「たとえ刃物であっても」消滅させる。
いのりん / イノリ
日本ランキング7位。かつて雪蘭に襲撃されながらも、無傷で生還した実力者。
異能は『曖昧猫姫（チェシャキャット）』。物体をすり抜けて逃走したり、敵の武器を感触ごと消したり、人体を透過して心臓を握り潰したり出来る。
キラービー
日本ランキング9位。
ランキング3位に駆け上ったカナメと戦うため、コネを使って中国から龍を招く。世界線Oで捕虜になった際、事業を計画していた龍から声をかけられなかったため、頭を下げて仲間に入れてもらう。
異能は射程10mの不可視の一撃を放つ『刺天我（スティンガー）』。
マッドハッター
日本ランキング10位。
龍 涛（ロン タオ）
中国のランキング1位。チャイニーズマフィア「石龍（ストーンドラゴン）」のボスで、エイスの王の兄貴分。片目に傷がある。貧民街の孤児であったことから上昇志向が強く、のし上がるための金と力を手に入れるためにDゲームを始めた。
キラービーからの依頼で王の敵でもあるカナメを暗殺するために来日。「海賊王との決闘ゲーム」では同じ陣営として共闘しつつも暗殺の機会を狙っていたが、捕虜として異世界へ連れてこられてからは暗殺の意思をなくし、100年進んだ技術を利用して商売によって異世界で成り上がるという野望を抱く。
異能は『虚無の王（ヴォイドウォーカー）』。

### Dゲーム参加者
京田 浩之（キョウダ ヒロユキ）
声 - 小林千晃
カナメの同級生。Dゲームのポイントをお金に換金し、バイクなどを購入していた。
バンダ君に襲われ逃げ回って窮地に陥り、カナメにDゲーム経由で助けを求めたが、首を包丁で切られて殺される。
テレビアニメ版ではDゲームに巻き込まれたカナメを救おうとするが、バンダ君に襲われ致命傷で死亡する。
東海道打通作戦開始前に「Dゲーム参加者達の墓地」へと転送されたカナメは、再転送前に彼の墓を訪れると、ようやく別れの挨拶を済ませた。
篠塚 ヨウタ（シノヅカ ヨウタ）
声 - 落合福嗣
カナメの同級生の小太りな青年。カナメとキョウダに影響されてバイクに興味を示していた。
カナメの友達という理由でエイスに接触、監禁され、王によって指を全て落とされた。その後、予めカナメ招待メールが入った携帯をシュカによって届けられ、Dゲームに参加する。参加によって得た異能によって拘束を解くも、王によってバラバラにされ、遺体となってカナメと対面することになった。
異能は念動系で、かなり強力なサイキック能力だったとみられるが、シギルを身に着けたばかりであったため戦術・応用力に欠けていたため、王には対抗できず惨殺された模様。
ハマダ
声 - 広瀬裕也
アニメオリジナルキャラクター。カナメの同級生。Dゲームのポイントをお金に換金し、バイクなどを購入していた。
テレビアニメ版ではバンダ君に襲われ逃げ回って窮地に陥り、カナメにDゲーム経由で助けを求めたが、首を包丁で切られて殺されるという、キョウダの行動の一部を割り当てられている。
バンダ君 / カトウ
声 - 竹本英史
新人狩りをしているプレイヤー。西京パンデミックスのマスコットの着ぐるみ姿。その見た目からカナメからは「着ぐるみ野郎」と呼ばれている。
正体はカナメ達の通う高校の男性教師。同期のタナカから招待されたDゲームで殺されかけるも、返り討ちにして殺した。キャバクラ通いが嵩んで借金で首が回らなくなり、Dゲームのポイントを金銭に換えるため、無関係な人間をゲームに招待しては殺害しており、自身の生徒であるキョウダを刺し殺した。キョウダとのバトルに引き続いて始まったカナメとのバトルで返り討ちにあい、敗北して消去される。
異能は自分の姿を透明にする念動系光学操作類『隠形（ステルス）』。暗殺・偵察などに使える強力な異能ではあるものの、発動条件は「全身を衣類で覆うこと」で、気ぐるみを着る必要があったことから、視界の悪さと音の聞こえづらさにより自動車に轢かれて敗北した。
志藤 アカネ（シドウ アカネ）
声 - 古賀葵
ショートヘアーの女の子。イベントバトル開始早々、王の近くに転送されて攻撃を仕掛けるも反撃されてビルから落下させられた。バトルロイヤルイベント最初の死亡者。
異能は4000℃の炎を操るもの。可燃物と距離が離れていると発動することができない。
テミス
声 - 加隈亜衣
クラブ「トリニティ」の支配人である女性。過去行われたイベントをクリアして報酬としてDゲームを利用した賭博場を開く権利、それに加えてイベントの参加者のワイルドカードをGMから与えられている。「トリニティ」の戦力はそうでもないが、政財界と関わりが深いクラン。
「ハンティングゲーム」に際して、負けた方が傘下に加わる条件でシュカと「カナメがゲームを1位でクリアするか」という賭けをし、オボロの介入が原因で敗れており、サンセットレーベンズの傘下に入っている。その後、「海賊王との決闘ゲーム」前に反逆を試みたものの、トワの識希流によって計画を予知され失敗に終わる。
異能は相手の精神の安定を壊して認識を操る『歪んだ天秤（アンバランス）』。
ヒイラギ イチロウ
声 - 子安武人
「花屋」と呼ばれている男性プレイヤー。誰も姿を見たことがなく、謎に包まれている。生まれつき心臓が弱い。典型的な罠を設置するプレイヤーであるものの、植物による強固な鎧によって強力な接近戦も可能であり武器の類を使わなくても十分強く、カナメと対峙した際はあと一歩のところまで追い詰めた。娘の治療費を稼ぐため「Dゲーム」をプレイしている。カナメとレインによって敗北するも、ホテルに存在する多量のリングを狙うエイスに対抗するため、彼らと即席のクランを結成する。即席クラン結成後は自身の異能を生かして、ホテルを要塞化したりなどしてカナメたちに全面的に協力したりと根は善良な人物。
殿を務める形となって、単独でホテルに残り、エイスメンバーと戦闘。奮闘するも、ケーイチとシグの連携によって胸を貫かれてしまう。その後、異能によってホテルを倒壊させ、力尽きた。この倒壊は自身に致命傷を与えた、シグに一矢を報いることになった。
異能は植物を自在に操る『千紫万紅（メグ・メル）』。植物の強靭さを絶賛しており上述の植物によるバリケードの構築や強固な鎧のほか、植物が持つ麻薬成分により人間を洗脳して兵隊として操ることもできるが、暗示が解ける可能性があるので欲求に反する命令を出すことは難しい。この能力によって、対カナメ戦序盤ではリュージを含む多数のプレイヤーを操って戦った。
三枝コトリ（サエグサ コトリ）
声 - 久保ユリカ
クラン「アイシークラウン」メンバーの女性。レインに情報を提供している。
メールの内容が独特であり、文字の代わりに絵文字を代用することからレインに「細かい所が良く分からない」と言われている。
レッドバイパー / 天笠（アマガサ）
スズネの担当医。女性。ソロプレイヤーがクラン機能を使うために集まっている名前だけのクラン「オリーブツリー」に所属している。
医師でありながら人を殺すことに快感を覚える異常精神の持ち主。戦いを楽しむタイプだが、対戦相手の死亡確認も確実に行うなど慎重な人物。
『養殖』によってスズネをプレイヤーにして殺そうとしたが、リュージとスイの妨害によって阻止される。それでもスズネだけはなんとしても殺そうと試みるがリュージの異能によって嘘を見抜かれ頭を撃ち抜かれて死亡する。
異能は無から様々な化学物質を合成できる『万能薬（アスクレピオス）』。致死性の毒物やナパーム剤、催涙ガスといった多彩な物質をその場で製造できる万能性の高い異能だが、自身を起点として30センチメートルまでという制限がある。いざとなれば興奮剤によって筋力の制限を外すことも躊躇わない。異能でガスを作ることもできるのでガスマスクを所持している。
シャオ
龍の部下の女性。異能は肉体の活性化を行う『明けの海星（スターフィッシュガール）』。千切られた腕を修復したり、折れた頸椎を直すことが出来るが、死後時間の経ちすぎた死体の蘇生はできない。
ヤコ
クラン「レッドフォックス」のリーダー。異能は『爆砕精神棒（エクスプロージョンショット）』。

### 運営側
至道 イザヤ（シドウ イザヤ）
声 - 松風雅也
世界線Nの管理者で、Dゲームの運営（ゲームマスター）をしている男性。厳密にはDゲームを作った訳ではなく、システムをゲーム化させたに過ぎない。表向きは大手通信会社アルコーンの社長でエンジェル投資家。
王を「特別観察対象」にしていたが、【エイス】を壊滅させたカナメを次の「特別観察対象」にする。Dゲームを次の段階へと進めようとしている。
グリードの侵略を受けてDゲームの機能が破綻してからも、各地へオボロやシゲオを送り込んでグリードへの対処を行っていた。その後、世界線Oで捕虜になっていたカナメを5年後の世界へ連れ帰り、S・レーベンズに対して最終イベント「人狼ゲーム」の開催を告げ、世界間結節点の討伐を依頼する。
5年後の世界では執行人達を派遣してグリードを殲滅しながら、彼らの中枢である「ワールドクラスハブ」を探し求めているが、未だに発見できずにいる。
かねてより「それによってDゲームアプリを広めている」とレインが予想していたとおり、GMとしての転送能力の他に波長の長い電磁波を操作する異能『陽神光槍（ゲイ・アッサル）』を持つ。収束させれば指向性エネルギー兵器として人体を焼き切ることも可能である。死体の隠蔽と人間としてのけじめを目的として、彼は本格稼働から停止までの7年の間、Dゲーム中に死亡したプレイヤーを全て太平洋上の無人島に転送の上、この異能で火葬・埋葬し続けていた。
大学時代に「小鳥遊 紫響（タカナシ シオン）」という女性と恋仲にあったが、彼女はイザヤの前に世界線Nの管理者だった女性で、グリードの侵略を予知。それを防ごうとするものの罠に嵌められて負傷、管理者権限をイザヤに移譲して死亡した。
神宮司 朧（ジングウジ オボロ）
声 - 石田彰
逆十字のついた黒い祭服を纏う青年。ゲームマスターと携帯電話で連絡を取り合っている運営側のプレイヤー。「ハンティングゲーム」での共闘を経てカナメを王（アルファ）にすると決意し、ゲームのボスであったドウメの女王を撃破ポイントをカナメに譲った。
5年後、世界線Nに帰還したカナメの元に出向き、GMを引きずり出そうとする彼と交戦の末に敗北。捕虜にされ尋問の末に情報を提供した後、GMの使いパシリより面白そうだとS・レーベンズへの加入を申し入れる。
実は世界線の管理者である王（アルファ）を選定する、王選の一族の末裔。
異能は運動エネルギー全般を操作する念動系『八咫烏（ヤタガラス）』。銃弾を止め、ベクトルを180度反転させて跳ね返したり、投擲したナイフの速度や軌道を自在に操作する。奥の手として自分自身の運動エネルギーも制御して、人並外れた大跳躍や他者の飛行運搬などが出来る。速度域が極端に違う対象を同時操作は出来ないのが欠点。
狐（フーリ）
小説「ダーウィンズゲーム 〜フラッグゲーム〜」に登場。元軍人であり、裏社会で暗殺に手を染めている老人。10年以上昔、イザヤがDゲームをクローズドで運用していたころよりゲームに参加していた。
異能は自身の肉体を文字通り自在に形状変化させるほか、脳髄か心臓さえ無事なら短時間で再生できる『太歳の小指（フェイクイモータル）』。
能力を見込んだイザヤにより依頼を受け、政治家・高級官僚・ジャーナリスト・企業経営者など様々な人物を暗殺している。6年ほど前にはDゲームの事を探っていたノンフィクション作家である狩野氏とその妻とを手にかけており、その娘であるシュカの仇となった。
GM特権として、殺害した相手のDゲームアカウントを乗っ取り、それらを自在に切り替えて使い分けられる「マルチアカウント」を得ており、これと「太歳の小指」を併用することで他人になりすまして社会に紛れている。他方、そういった姿や名前を使い捨てる行為と「太歳の小指」がもたらす実質的な不死性がもたらす生命観の歪みによってもはや自分の名前すら思い出せないほどに自己認識を喪失していた。
名前の由来はDゲーム開始当時の偽名であり標準中国語の「狐狸（フーリ、狐の意）」に基づくが、彼本来の人種は不明である。
セイゲンが元いた世界ではGM直属の執行人として活動し、グリードとの決戦にも参加している。
シャロン・ローズウッド
アメリカのコネチカット州に個人事務所を構える弁護士。ゲームマスターへの情報提供をFBIに感付かれ踏み込まれるが、幻影によるメッセージを残して逃走した。
セイゲンが元いた世界ではGM直属の執行人として活動し、グリードとの決戦にも参加している。

### 日本邑（ニホンクニ）の住民
リク
日本邑の侍衆筆頭の男性。刀と槍、弓矢を用いて戦い、カナメ達に自らを侍だと名乗っている。
ハンティングゲームの舞台である島で、ドウメに襲われて窮地に陥っていたカナメの前に現れて2人でドウメと対峙する。オージが異能を用いて木の上に身を隠していたリクに、救援を求めてそれに応えた。
その後、ドウメを倒した功績としてミノルから日本邑の宝刀である「童子切」を与えられる。だが、カネヒラの差し金による児童二名の殺害が発生。他の侍衆と共に実行犯三名を追い詰めるも、突如現れたカネヒラの妨害を受ける。さらに日本邑帰還直後、トオルによってカナメが尋問を受けていると知り、急いで牢へと駆けつけるが折悪しく傷だらけのカナメが実力行使で脱出を図っていたため事態は悪化。解決のため「神明決闘」を申し出る。当初はわざと敗死することでカナメを救う腹積もりであったが死を覚悟してのトワの乱入と叱咤、さらにカナメが拳銃の威力を見せつけながら挑んだ素手での勝負を「承り」、最終的に両者ダブルノックダウンの「茶番」により一件は丸く解決する。
5年後の世界では圏外村の警備隊の幹部を務める。かつてとは異なりアサルトライフルのような現代兵器の扱いにも長けてはいるが、やはり刀剣による近接戦闘を得意とする点には代わりはない。
モクレン
巫女衆の筆頭であり、リクの妹。17歳。識希流（シギル）という予知夢を見る特殊な力を持っており、日本邑を救う者達が来るのを待っていた。予知はコントロールできないが、自分の命に危機が迫っているとき、大きな運命の分岐点が近づいている時などに、夢として未来を見る。日本邑からシブヤへと移った後、カナメとシュカが船上で死亡する夢を見る。
トワ
モクレンの付き人の巫女見習い。日本邑に訪れたカナメ達を、大事なお客様だと言われており、傍に控えるように言われていた。命がけで神明決闘に乱入し、邑人を叱りつけ、カナメとリク双方の命を救う。モクレン同様に予知夢を得る能力を持ち、「雪の降る日に会議が行われている」夢を見たことから、テミスの野望を完膚なきまでに打ち砕く。
ミノル
日本邑の長。カナメ達が日本邑に訪れたことを快く思っていない。
トオル
日本邑の長老の一人。禿頭の老人。孫であるシノ達がカネヒラの手下によって射殺されたことによりカナメ達友好的なプレイヤーをも逆恨みし、犯人の一味として拷問を加えるも、そこで行われた「神明決闘」とその際にカナメが拳銃の威力を見せながらも敢えて拳で闘ったことから、涙を流しながら わだかまりを解く。
アラバキ様
セイゲンがいた世界とはまた異なる平行世界の別の「至道イザヤ」。しかし、国家という権力機構と手を組んだことで政治闘争に巻き込まれて適切な行動が取れなくなり、大勢の人間を巻き込むことを嫌って自分の力だけで解決しようとした自己過信によってゲームは失敗。現在では力を失い、200年以上前から日本邑の荒脛巾神社で現人神を務めている。
体調を崩して長らく眠り続けていたが、カナメたちがカネヒラを退けて間も無く目覚め、カナメと面会する。直後に島へアメリカ海軍からの艦砲射撃が開始されたため、後のことをカナメに託して日本邑の住民を日本へ転送し、自分は1人残って元の世界へ転送される島と運命を共にした。　　

### アメリカ軍
ターニャ
黒人女性。階級は陸軍伍長。Dゲームの本場が日本であることから、情報収集のためにカタコト程度ながら日本語を習得している。
イベント「海賊王との決闘ゲーム」に参加しているとき、他の米軍の部隊と接触する。「Ｄゲームプレイヤーは米軍ではモルモットにされる」という噂から自身がＤゲームプレイヤーであることを隠していた。
異能は視力を強化する『鷹の目（イーグルハンティング）』。
ハリス
黒人男性。元陸軍上等曹長。
軍令でDゲームを始め、「海賊王との決闘ゲーム」では5名の米国軍人の指揮を執り、自らはブリッジで遅滞戦術を行う。しかし、そこにエンリが急襲。手傷を負ったワッツを「この先確実に重要となる」人材であることからキム共々離脱させ、自らはエンリに単独戦を挑むも、奮戦の果てに戦死する。
異能は戦車の鋼板を貫くほどの怪力を得る『万能とは剛力なり（ヘラクレス）』。
ランド
差別的な言動が目立つ白人男性。元海兵隊上等兵。拘束された「上官の」タスカンを見て激昂、ハリス曰く「指揮系統を勘違いしている」ことからカナメたちに銃を向けるも、即座にシュカに腕を切断され、タスカンとともに機関室に放り込まれる。
ターニャと口論した際にもハリスの指示には基本的に従うなど、一応軍人としての心構えは持ち合わせていた模様。
タスカン
リーゼントの白人男性。海兵隊少尉。「海賊王との決闘ゲーム」の開始早々、マウンティング的にイヌカイを襲うも、反撃されてあえなくダウン。たまたま機関室にいたイエイリ達を恫喝して拘束を解かせるも、下劣な復讐をランドと話していることを伝えられたシゲオが異能を解放。その後の行方は知れない。
ワッツ
白人男性。元陸軍一等兵。
ハリスの予想通り、「海賊王との決闘ゲーム」ではカナメの切り札となる役割を果たした。
コウウ軍の捕虜になった後には龍と意気投合、ともに会社を興す約束をする。
異能は金属の変形と操作を行う『細工師（ティンカー）』。
キム
アジア系の米軍兵士。痩せ型で落ち着いた性格。

### 世界線Oの人物達
カナメ達の世界線Nとは異なる進化経路を辿った平行世界の住人達。歴史的・文明的には明治時代程度に位置する。「200年前に」世界線Nで大鎧をまとった武士と戦い敗北していることから、時間の流れ方が世界線Nとは異なる模様。
軍は皇族を中心とした近衛・地方氏族を中心とした陸軍・豪商を中心とした海軍の三つの派閥に分かれ、綱引きを繰り広げている。世界枝の守護者として祭儀を執り行う力を受け継いだ者だけが皇になる資格を持ち、皇には政治の実権はない。
ククリ / 氷 亙 姫大神 菊理命（ヒ ワタリ ヒメオオカミ ククリノミコト）
コウウの妹にして、日本の主上たる現皇主。世界枝の守護者であり、いわば世界線OでのGMにあたる存在。「荒神力」を授ける祭儀の力を持つ。少女ではあるが、祭儀の力を受け継いだものは年齢性別関係なく皇主になる使命である。
おてんばで、頻繁に皇城を抜け出してはお忍びで城下を散策している。本人は正体がバレていないと思っているが、住民の多くは正体を察しているので賓客待遇を受けられる。
「海賊王との決闘ゲーム」前に世界線NのGMと捕虜ルールについて交渉し、参加プレイヤーを捕虜とするルールを決定した。
さらにシュカの意を汲み、互いの意識を世界Nに飛ばし、カナメの危機を救うとともに「グリード」について情報を獲得。「予言の獣」グリードを世界枝から排除すべく行動を開始する。
コウウ
将軍職を預かる近衛派の武人。漢字表記は「侯宇」。ククリの兄。荒神力の名前は不明ながら、建造物ごと広範囲を断ち斬る抜刀術を能力とする。「海賊王との決闘ゲーム」では世界線O側の大将として圧倒的な戦闘力を見せつけた。
軍務においては兵だけでなく民衆からの人気も高い。だが内政ではその英雄としての名も通じず、派閥争いに加え、カナメ達世界線Nの人間の扱いに苦慮している。
ウツロギ
総髪を後ろで結んだ痩せぎすの初老の男性。階級は中佐。
生身での戦闘能力も非常に高く、「海賊王との決闘ゲーム」では相手が築いたバリケードを単身で突破し大打撃を与えた。
荒神力は『風蓑（かぜみの）』。作中では全身あるいは片手に風を纏わせることでカナメの自動小銃による7.62mm弾フルオート射撃・サブマシンガンの二丁斉射・安綱による斬撃、あまつさえ手榴弾の爆風の直撃をも凌いでいる。
荒神力＝異能についての理解も深く、世界Oに移り住んだ後のカナメに能力向上のための試練を課し、その能力をさらに引き上げた。
エンリ
近衛軍の少年指揮官。軍属の「荒神使い」の最低階級として中佐に伍してはいるが、ウツロギやサイハと異なり指揮権は与えられていない。
龍と雪蘭の二人がかりでも苦戦するほどの高い戦闘力を持つ。ただ荒神力なしの基礎的な身体能力が低く、ウツロギの木刀による一撃であっさり戦闘不能になっている。
荒神力は周囲にある金属物を「たとえ敵の武器でも」自在に操る『鉄鼠（てっそ）』。
サイハ
筋肉に覆われた豪快な巨体を誇る禿頭の男性。一本の朱角に加え複数の角を頭部に持つ。巨大な金棒を得物とする。鬼のような見た目とは異なり、工兵を用いたり、ギョクト達の陽動を見抜いてカムナギを制止したりと、高い判断力を併せ持つ。
荒神力は片腕を獣毛に覆わせ船壁を叩き破るほどの膂力を発揮する『狼虎（ろうこ）』。
カムナギ
コウウの親衛隊長兼護衛官。荒神力の名前は不明ながら、ギョクトの「真なる奈落」でも受けることが危険視される高熱の火球を多数操る。
コハク
「海賊王との決闘ゲーム」で登場した世界線Oの指揮官クラスとしては唯一の黒髪であり、かつ巫女装束を纏った若い女性。階級は中佐。
両目を封じている代わりに強力な遠視能力と卓越した予知能力『遠見（えんけん）』を持つ。
カムナギの実妹でもある。
セイタロウ
捕虜となったカナメ達の世話と監視とを直接担当する坊主頭の実直そうな近衛軍人。階級は曹長。
同じく軍人であった弟は「海賊王との決闘ゲーム」に出征し戦死しているものの、それを誉れと公言する。シュカは「カナメに取り入ろうとしている」雰囲気を感じて警戒していたが、これはカナメの面差しが弟に驚くほど似ていたためであった。カナメたちの監視任務を終えた後は士官学校への推薦が決まっている。
キク
甘味処「田村屋」で働く女性。ウラジに雇われ、ククリを監視する。ウラジが糸を引いてのククリの誘拐失敗後、死体となって発見される。
ウラジミール
色眼鏡に山高帽をかぶった洋装の男。その正体はロシア共産党のスパイ。貧困の差のない平等な世界を作るためには荒神力の解放が必要だと考えており、荒神力が皇族によって独占される日本の在り方は間違っていると考えている。日本では現地人が発音しやすいように「ウラジ」と名乗っている。
大ロシアの貿易商の身分で日本に入国し、皇族の支配に不満を持つ者たちを協力者にして活動していた。ククリの誘拐を企てるがカナメとシュカに妨害され、皇都の協力者を失いかけたため、党本部に増援を要請。公安の尾行者を殺害して逃走し、3ヶ月後にククリたちが乗る列車を襲撃したが、想定以上の大戦力の抗戦により失敗、グリゴリから貫通した12.7x99mm弾の巻き添えとなって死亡した。
荒神力は『死者の帝国（ネクロポリス）』。無数の死体を兵士として意のままに操る能力。土葬の風習がある国では驚異的な力を発揮するが、下準備に時間がかかり、日本のように火葬が一般的な国では死体を集めにくいのが欠点。
淀屋
ウラジと目的を等しくする商人。関西弁を喋る。
グリゴリ
ロシア共産党の党員。ウラジミールの要請で党本部から日本へ派遣され、3ヶ月の潜伏を経てククリたちが乗る列車を襲撃、兵士たちを圧倒したが、カナメが作った対物ライフルの銃弾で自慢の防御を正面から貫徹され死亡した。
荒神力は『錬金（クラフトマン）』。触れた金属の形状を自在に操る能力で、刃物はもちろん、世界線Oに存在する銃器程度では傷を負うことはない。
リーリヤ
ロシア共産党の党員。ウラジミールの要請で党本部から日本へ派遣され、3ヶ月の潜伏を経てククリたちが乗る列車を襲撃するも、同じ能力を持つシュカに圧倒的な力量差を示された上で死亡。
荒神力は『鎖使い』。シュカの「荊棘の女王」と同じく紐状の構造物を操る能力で、鎖分銅を主に使用する。

### その他
サカキ
若い男性刑事。タゴナカと共に人型器物損壊事件を調査している。Dゲームのプレイヤーとなってしまったタゴナカに「無関係な若者を巻き込みたくはない」という理由からDゲームについては関わっていない。
ろっこ
シュカと同じ高校に通う女の子。シュカに彼氏ができたような反応をされて、詳しく話を聞きたがった。
ユミ
キョウダの彼女。キョウダの友人であるカナメの家が荒らされているのを目撃して、護身用に包丁を持ってくる度胸の持ち主。カナメにダーウィンズゲームの招待が来たと聞いて詳しく聞くため篠塚に詰め寄った。
エドワルド・リスラー
CIAに所属する上級分析官の白人男性。Dゲームに関するレポートをタイプライターで制作中、GMの指示を受けたオボロが襲撃。銃弾をオボロの異能によって止められ殺害される。レポートはオボロによって焼却処分された。
タムラ将軍
かつて世界線Nで騎馬武者の武士団を率いて世界線Oと戦い勝利した人物。シュカは平安時代の坂上田村麻呂かもしれないと推測している。世界間で時間の流れが違うため世界線Oでは200年前の出来事である。
世界間結節点（ワールドクラスハブ）
人類がグリード化した世界のゲームマスターであり、異なる世界線同士を繋ぐ能力を持つ唯一のグリード。異なる世界線を観測し繋ぐ能力を悪用して、異なる世界線に侵攻を企図している。すでに世界N上に存在しているようだが、その形状は不明。グリードたちの「王」とはまた異なるようである。

## 用語

### ダーウィンズゲーム
携帯電話のソーシャルゲーム。通称Dゲーム。招待メールのURLを押した瞬間に、携帯電話画面から蛇が出てきて首を噛まれた者はDゲームの参加者となる。初期に所持しているポイントは30ポイント。
ポイントを他の参加者と奪い合うゲームであり、1ポイント10万円で換金できる。プレイヤーにはランクがあり、高ランクのプレイヤーには毎月一定のポイントが配布される。ポイントによってガチャやショップで買い物ができる。
対戦がタイムアップして判定勝負になった場合、プレイヤーの危機回避は芸術点として評価される。挑戦されたプレイヤーは、大怪我せず逃げ切りさえすれば大抵判定勝ちになる。
ポイント全損でゲームオーバー。
このゲームは辞めることができない。
ダーウィンズゲームを大々的に公表することは禁止されており、破るとアカウントが消去される。
ゲームオーバーなどで参加資格を満たさなくなった時点でプレイヤーは消滅する。
非合法行為は推奨していないが、運営に悪影響をおよぼさない限り運営側からプレイヤーに介入することはないため、事実上違法行為は黙認される。
携帯電話の電源を切ろうが、本体やアンテナ部分を壊そうが防ぐことはできない。アプリは通信結果を表示するだけで内部的には何の処理も行っておらず、暗号通信は送り先も暗号キーもコロコロ変わるのもダミーで、実際はゲームマスターが電波を使う異能によって通信を行っているため、ネット接続も不要。解析を行っているレインは、異能こそがDゲームが作られた目的であり、Dゲームアプリは「異能をばらまくためのウイルス」なのではないかと推測している。
対戦方式は二通り。
クラスマッチバトル
携帯電話の画面に表示された対戦者を選び、プレイヤーのどちらかが対戦相手の目の前に転送される。プレイヤーと一緒に転送される手荷物は「手に持って完全に地面から持ち上げているもの全て」で、理論上は持ち上げていさえすれば車でも持ち込める。
エンカウントバトル
目の前にいる相手に対戦を挑むもの。

クラン
Dゲームでのプレイヤーギルド。新規クランはクラスB2から作成可能。
ガチャ
1ポイント(10万円相当)を消費して、出たアイテムがもらえる機能。銃はレア以上であり、出現率は8%。
ショップ
ショップページに掲載された物をポイントによって購入できる。
シェルター
使用すれば1週間の間、クラスマッチリストに名前が表示されないアイテム。販売ポイントは10ポイント。

### 異能（シギル）
ダーウィンズゲーム参加者全員に個別に与えられる力。ゲームを始めた瞬間から自然に使い方が分かるもの。ただし、常識の通じない力であり、染みついた常識が無意識のブレーキになって本来の力を発揮できないことはある。異能の変更は不可能。世界線Oでは「天へと伸ばした決して届かない手」に例えられ、戦うための進化の力に近いと考えられている。異能がどのように定まるかは、本人の望みだけでなく、自身を形作る先祖、家族、友人、敵といった様々な存在からの影響も大きいとされている。
異能の系統
分類は5系統あり、念動系・身体変化系・精神操作系・感覚拡張系・化学錬成系。一般的に「念動系」は強力なものが多いのでアタリ、「感覚拡張系」は戦闘に使いにくいのでハズレとされることが多い。だが、グリードに支配された世界においては、人間に化けて潜伏しているグリードを見抜ける「感覚拡張系」の能力が極めて有用になった。
- 「念動系」 ……… サイキック・アポーツ・テレポート等の精神の力で物質界へ直接影響を与えるもの。
- 「身体変化系」 … 自己の肉体を別の性質や形状へ変化させるもの。
- 「精神操作系」 … 相手の精神に直接作用を与えるもので、人間や特定の動物にしか効果がない能力もある。
- 「感覚拡張系」 … 自己の五感や第六感を拡張するいわゆるESP。
- 「化学錬成系」 … 特定の化学物質を精製するもの。

異能のランク
大きく4つの級（ランク）に分類される。かならずしも下のランクが弱く使えない能力というわけではないが、上位ランクの能力になるほど戦闘において大きなアドバンテージを持つことが多い。
- 「神話級」 … 神の名を冠する強大な能力で、本当に稀なもの（1%以下）
- 「王級」 …… 王や姫などの貴族の称号が入り、強力な念動系が多い（4%以下）
- 「超人級」 … 機能そのものが名前になり、個性的なものが多い（20%以下）
- 「獣級」 …… 動物の名を冠し、身体強化系や五感拡張系となる（75%）

異能の呼称
「異能（シギル）」は、カナメ達のいる「世界線N」での呼び名であり、日本邑のあった世界線では予知能力を「詩希流（シギル）」、ドウメが使う斥力を「戦殻（センカク）」と称し、「世界線O」の人類種は「荒神力（こうじんりょく/エクセン）」と呼んでいる。

### ゲームマスターの役割
各世界線にはそれぞれ異能をもたらすゲームマスターが存在するが、彼らの共通の目的は己の世界の人類種の存続と進化。彼らは宇宙を未来へと枝を伸ばす樹木のように感得し、それぞれの世界を枝葉1つ1つとして認識する。その役目は枝が健やかに生育するための管理であり、枝に悪さをする虫の排除、見込みのなさそうな若芽の剪定、周囲の枝葉の様子の観察など園芸の作業に例えられる。
だが、彼らの中で人類がグリードと呼ばれる既存の生物を悪意をもって歪めたかのような生物へと進化を遂げた世界線のゲームマスターはこの能力を悪用して他の世界へと侵略を行なっており、それぞれの世界線のゲームマスターはこれに対する対処を最優先としている。

## イベント
Dゲームの参加者による大規模のイベント。イベントが初めて開催されたのはAランクのプレイヤーが現れたときからだと言われている。イベントクリア者にはゲームマスターから1つだけ望んだ特権を与えられる。

### バトルロイヤル（宝探しゲーム）
参加者300人によるリングの争奪戦。終了時間までにリングを3つ以上所持していないプレイヤーは消去される。リングは7種類あり、それぞれ宝石の名が付けられている。
宝を見つけ出すのがクリア条件だが、ほとんどの参加者はそのことに気付かずに所持ノルマ3個やリングのポイントにしか興味がない。

### ハンティングゲーム
どこかにある島で、ルールに記載されたターゲットを倒してIP（命の重さポイント）を稼ぐゲーム。うさぎや熊といった動物から人間までがIP一覧に載っている。参加者の誰かが10000IP集めるとゲームはクリア。
IP一覧にある、？の項目は200IPで獲物はドウメ、BOSSは10000IP。この2つは絵が載っていなく対象が不明。
一緒に狩りを行っているメンバー全員に同ポイントが入る。
ドウメ
多眼の巨大なゴリラのような生物。外見からは、生き物を「わざと醜く作り替えた」かのような人工的な悪意が感じられる。木を容易にへし折る腕力と高い知能を持つ。石を凶器として用いたり同じ戦法が通用しないなど学習能力の高さがうかがえる。肉食性で、人間やツキノワグマなどを捕食している。
綾小路の話ではコロンビアで米軍歩兵1個中隊が1体のドウメによって全滅している。
「カイギュウ」と呼ばれる多眼の海洋生物に乗って島の外からやって来た。島の周囲に少なくとも3,000匹はいることがモクレンによって予想されている。
異能は運動量を操作する念動系能力で、日本邑の住人からは『戦殻（センカク）』と呼ばれている。速度に比した斥力で身を守るので、銃弾や弓矢などの軽く速いものは通用せず、刀剣や槍のような重く鋭い刃を用いないと貫けない。また、毒や無酸素状態も有効だとされ、コロンビアに上陸した個体は地雷によって駆除されたという。
ゲームマスターによれば「あれはあれで人類のなれの果て」らしく、アメリカの調査でホモサピエンスの近縁種であると結論が出ている。なお、カイギュウの方はザトウクジラの近縁種らしい。
日本邑（ニホンクニ）
孤島に存在する人口300人ほどの村。長老衆・侍衆・巫女衆の3つの衆が存在している。
農耕や狩猟によって生計を立てているが、島の周囲をドウメによって囲まれており、弧島でありながら魚などの海の幸を獲れずにいる。
その昔、神明決闘（シンメイケットウ）と呼ばれるどちらが正しいかを決める儀式があったがミノルが邑長になってからは執り行われていない。

### 海賊王との決闘ゲーム
イギリス船籍の豪華客船クイーン・ファイナ号の船内、およびその上空50mを舞台とし、世界線Nのプレイヤー100名が「海兵側」となり、10万年前に分岐した世界線Oの住民100名からなる「海賊側」から船内の5つの宝物庫を守る。同じ陣営の者を殺すと1000ポイントのペナルティだが、敗北しても相手側の捕虜になるだけでポイント喪失はない。
世界線O
カナメ達の世界（世界線N）からおよそ10万年前（ホモ・サピエンス・ネアンデルターシスが現生人類に駆逐され始めたころ）に分岐したとされる異世界。住民は人間に似ているが、額から鬼のような角「朱角（しゅかく）」が生えている。英語や日本語に近似した言語が存在し、これには異世界との文化的交流が関係しているとされる。
技術水準では世界線Nの1800年代に相当している。ただ、1775年に起こる独立戦争がまだ起こっていないのでアメリカ合衆国が成立しておらず、アメリカの独立がないため大英帝国のアジア進出が遅れてアジア諸国が比較的独立を保っている。逆に東欧では革命が起こり、ソ連邦のような大ロシア共和国が成立している。
この世界での荒神力（=異能）は、皇から授けられる神威と認識され、皇族によって管理されている。そのため、世界線Nでの異能同様、市井には荒神力の研究書や教科書は出回っていない。戦闘向きの荒神使いは、軍では最低でも大尉以上の扱いになる。

### シブヤハンティングゲーム
「海賊王との決闘ゲーム」の開催中、シブヤで突如発生したイベント。至る所に次々と転送されてくるグリードと呼ばれる怪生物を倒す。一般人への被害が出てからイベント告知されるなど対応が後手に回り、GMから日米両政府に情報のリークがあり自衛隊機なども投入されたものの、有効な手段とはならず、シブヤの都市機能は崩壊してしまう。
また、世界線Oでは「遠見」の荒神力によって1000年前からこの災いが現れることが予言されていた。
混沌の鼠（グリード）
どこかからか渋谷シブヤモヤイ像周辺へ転送された生物。複数の種類が存在し、どれも銃を理解して回避する高い知能を持つ。グリード同士は一種のメッシュネットワークで結ばれ、相互に通信し合い、全体で情報共有する仕組みを持っている。
小さめの熊かクズリのような外見の「グリードS」は、凶暴かつ肉食性で人間を襲って捕食するうえ、拳銃や装甲車の突撃程度では死なないほどにタフ。単眼のマンモスのような「グリードLL」は、巨体に加えて鼻から強力な酸を噴射して人間を溶解する。グリードSが足止めをしている間にグリードLLを呼び寄せるというコンビネーションが得意。
巨大なトンボに似た姿の偵察機グリードも存在し、人間を目視すると座標を特定して他のグリードを転送で送り込んでくる。転送は恣意的に行われ、屋外だけでなくビルの中や空中のAH-64のコクピットにまで出現している。その他にも犬や大型霊長類に似たグリードが登場している。
さらに喰った人間そっくりに化ける能力を持ち、人間の集団内に溶け込んで同士討ちや事故を引き起こす人型グリード「グリードD」も存在する。ただし一部の感覚系異能を誤魔化すことはできない。
1巻で登場したシブヤモヤイ像周辺の転送跡は、グリードと有力プレイヤーとの闘い（モヤイ像防衛ミッション）の結果であることが判明している。
最上位種として『上級分体（ガーズ）』が存在しており、24巻時点では《エミュレーター》、《ウィッチ》、《ジッター》（ジッターは名前のみ）、25巻時点では《タワー》が登場。29巻時点で《ジッター》がシゲオに懐いていた少女スノウであると判明。富士山麓にある大規模工場の跡地を異界に変えて根城とし、彼らの「王」を探し求めている。
長らく「王」の詳細は不明だったが、その正体はシゲオだった事が明らかとなる。
《エミュレーター》
カナメが最初に遭遇したガーズ。他人の脳に手のひらを差し込み、その姿形を（対象が異能を所持していた場合は、その異能も）記憶。その記憶した人物に自在に変化する能力を持つ。生命力も高く、頭部を切断されても行動力を維持、自己治癒能力を持つイッタの姿に変化して回復してしまう。ただし、異能を使用する場合はその人物に変化せねばならず、したがって一度に複数の異能を用いることはできない。また、ワンのように個性の強い人物に変化した場合、性格や言動がコピー元に引きずられるという欠点を持つ。通常時は「異能は持っていないが精神的に安定しており、他の人物にも変化が楽」という理由から、圏外村の一般兵の姿を好む。
登場時は「王」の捜索と破壊活動を兼ねて配下のグリードとともに圏外村を急襲すると、多数の一般兵と異能使いとを殺害。グリードの一部を囮として動かしながらダムを破壊しようとしたところで遭遇したスズネが時間を稼いでいる間に到着したカナメ・ダンジョウと戦闘となり追い詰められるも、この世界では死亡しているはずのワンに変化し、とっさにカナメとスズネをかばったダンジョウを斬殺。さらにカナメを殺害しようとするが世界Oからのシュカの見えない攻撃を感知し慌てて回避。直後、《ウィッチ》からの指示により撤退していった。
東海道打通作戦では攻撃部隊への潜入を狙っていたが、さすがに警戒が厚く断念。その後、「虚空の王」でGMを不意討ちするも、カナメの助言によりあらかじめ備えていたGMに攻撃を防がれ、熱線で頭を焼き切られ一時撤退。イッタの姿で肉体を再生させたところでカナメとオボロのコンビと対峙する。
《ウィッチ》
白いローブをまとった無表情な児童の姿をしたガーズ。一人称は「僕」。無数の昆虫型グリードを操る。グリードに支えさせることで常時飛行している。
圏外村では自衛程度に徹しながら《エミュレーター》に《ジッター》からの指示を伝達、離脱を援護すると本拠地へと帰還した。
東海道打通作戦では空自との交戦後、不意討ちに失敗した《エミュレーター》の後詰めとして本格参戦。グリードをもって上級からカナメたちに襲いかかる。
異能は未来を観測する『運命観測（ラプラス）』。
《タワー》
拠点内で「門」と呼ばれる謎の大型球体空間を防衛する、禿頭巨漢のガーズ。趣味は筋トレ。見た目通りの怪力に加え、手で触れることで地面も含めて半径20メートルほどの固体を自在に変形させる異能『巨人の拳（タイタンフォール）』を持つ。「王」に対する忠誠心は非常に高いが、「物事を単純に考えすぎる」と《ウィッチ》からは懸念を受けている。
東海道打通作戦では《ウィッチ》と同様、《エミュレーター》の後詰めとして参戦。直接GMを狙う中、能力的な相性を勘案したセイゲンとの対決に移る。

## 書誌情報

### 漫画
- FLIPFLOPs 『ダーウィンズゲーム』 秋田書店〈少年チャンピオン・コミックス〉、全30巻
  1. 2013年6月7日発売[秋 1]、ISBN 978-4-253-22188-7
  2. 2013年10月8日発売[秋 2]、ISBN 978-4-253-22189-4
  3. 2014年2月7日発売[秋 3]、ISBN 978-4-253-22190-0
  4. 2014年7月8日発売[秋 4]、ISBN 978-4-253-22191-7
  5. 2014年11月7日発売[秋 5]、ISBN 978-4-253-22192-4
  6. 2015年3月6日発売[秋 6]、ISBN 978-4-253-22193-1
  7. 2015年6月7日発売[秋 7]、ISBN 978-4-253-22194-8
  8. 2015年12月8日発売[秋 8]、ISBN 978-4-253-22195-5
  9. 2016年5月6日発売[秋 9]、ISBN 978-4-253-22196-2
  10. 2016年10月7日発売[秋 10]、ISBN 978-4-253-22197-9
  11. 2017年1月6日発売[秋 11]、ISBN 978-4-253-22198-6
  12. 2017年5月8日発売[秋 12]、ISBN 978-4-253-22199-3
  13. 2017年10月6日発売[秋 13]、ISBN 978-4-253-22200-6
  14. 2018年3月8日発売[秋 14]、ISBN 978-4-253-22207-5
  15. 2018年8月8日発売[秋 15]、ISBN 978-4-253-22212-9
  16. 2018年11月8日発売[秋 16]、ISBN 978-4-253-22215-0
  17. 2019年3月8日発売[秋 17]、ISBN 978-4-253-22217-4
  18. 2019年7月8日発売[秋 18]、ISBN 978-4-253-22218-1
  19. 2019年12月6日発売[秋 19]、ISBN 978-4-253-22219-8
  20. 2020年3月6日発売[秋 20]、ISBN 978-4-253-22220-4
  21. 2020年8月6日発売[秋 21]、ISBN 978-4-253-22227-3
  22. 2020年12月8日発売[秋 22]、ISBN 978-4-253-22230-3
  23. 2021年5月7日発売[秋 23]、ISBN 978-4-253-22318-8
  24. 2021年9月8日発売[秋 24]、ISBN 978-4-253-22319-5
  25. 2022年1月7日発売[秋 25]、ISBN 978-4-253-22320-1
  26. 2022年6月8日発売[秋 26]、ISBN 978-4-253-28211-6
  27. 2022年12月8日発売[秋 27]、ISBN 978-4-253-28212-3
  28. 2023年6月8日発売[秋 28]、ISBN 978-4-253-28213-0
  29. 2023年9月7日発売[秋 29]、ISBN 978-4-253-28214-7
  30. 2024年1月5日発売[秋 30]、ISBN 978-4-253-28215-4

### 小説
- 深山秀（著） / 高畑ゆき（挿絵） 『小説 ダーウィンズゲーム 〜フラッグゲーム〜』 秋田書店〈小説少年チャンピオン・ノベルズ〉、2020年12月8日発売[秋 31]、ISBN 978-4-253-10796-9

## テレビアニメ
2020年1月から3月までTOKYO MXほかにて放送された。コミックス第1巻から第8巻までを元に制作され、カナメ達がクラン【サンセットレーベンズ】を結成して、クラン「エイス」の王を倒すところまでが描かれた。

### スタッフ
- 原作 - FLIPFLOPs[3]
- 監督 - 徳本善信[25]
- シリーズ構成・脚本 - 深山秀[25]
- キャラクターデザイン・総作画監督・アクション作画監督 - 中西和也[25]
- プロップ・銃器デザイン・銃器作画監督 - 北原大地[190]
- 銃器監修 - 金子賢一[190]
- 美術監督・美術設定 - 竹内圭[190]
- 美術監督補佐 - 李凡善[190]
- 色彩設計 - 田中直人、岡崎順子[190]
- 撮影監督 - 廣岡岳[190]
- 3DCG監督 - 池田晋治[190]
- 編集 - 坪根健太郎[190]
- 音楽 - 末廣健一郎[25]
- 音楽プロデューサー - 山内真治
- 音楽制作 - アニプレックス
- 音響監督 - 明田川仁[25]
- 音響効果 - 小山恭正
- 音響制作 - マジックカプセル[25]
- プロデューサー - 神宮司学、渡瀬昌太、大塚健太、椛嶋麻菜美、北澤史隆、大和田智之、高木隆行、浅原大二朗
- アニメーションプロデューサー - 中村浩士[190]
- アニメーション制作 - Nexus[25]

### 主題歌
「CHAIN」
ASCAによるオープニングテーマ。作詞はASCAと重永亮介、作曲・編曲は重永亮介。
「Alive」
綾野ましろによるエンディングテーマ。作詞はA-NOTE、作曲はA-NOTEとS-TONE、編曲は青葉紘季と大山聖福。

### 各話リスト
| 話数    | サブタイトル | 絵コンテ                  | 演出                      | 作画監督                                         | 初放送日      |
| ------- | ------------ | ------------------------- | ------------------------- | ------------------------------------------------ | ------------- |
| 第1話   | 初陣         | 徳本善信                  | 徳本善信                  | 中西和也                                         | 2020年 1月4日 |
| 第2話   | 渋谷         | 高島大輔                  | 高島大輔                  | 野田康行                                         | 1月11日       |
| 第3話   | 引き金       | 明珍宇作                  | 明珍宇作                  | 北原大地                                         | 1月18日       |
| 第4話   | 火 花        | 中西和也                  | 徳本善信 高島大輔         | たなべようこ                                     | 1月25日       |
| 第4.5話 | 記 憶        | （第1話 - 第4話、総集編） | （第1話 - 第4話、総集編） | （第1話 - 第4話、総集編）                        | 2月1日        |
| 第5話   | 水 葬        | 高島大輔                  | 高島大輔                  | 明珍宇作 北原大地 野田康行                       | 2月8日        |
| 第6話   | 金 剛        | 明珍宇作                  | 明珍宇作                  | 石原直也 明珍宇作 北原大地 たなべようこ 野田康行 | 2月15日       |
| 第7話   | 圧 砕        | 中西和也                  | 高島大輔                  | 中西和也 たなべようこ 野田康行 明珍宇作 北原大地 | 2月22日       |
| 第8話   | 平 穏        | 高島大輔                  | 川村英明                  | 中西和也 たなべようこ 野田康行 明珍宇作 北原大地 | 2月29日       |
| 第9話   | 決 闘        | 徳本善信                  | 徳本善信                  | 北原大地 明珍宇作 野田康行 たなべようこ          | 3月7日        |
| 第10話  | 旧 王        | 明珍宇作                  | 高島大輔                  | 北原大地 明珍宇作 野田康行 たなべようこ          | 3月14日       |
| 第11話  | 血 盟        | 高島大輔                  | 徳本善信 高島大輔         | 北原大地 明珍宇作 野田康行 たなべようこ          | 3月21日       |

### 放送局
| 放送期間                           | 放送時間                     | 放送局       | 対象地域   | 備考                                            |
| ---------------------------------- | ---------------------------- | ------------ | ---------- | ----------------------------------------------- |
| 2020年1月4日 - 3月21日             | 土曜 0:00 - 0:30（金曜深夜） | TOKYO MX     | 東京都     | 製作参加                                        |
|                                    |                              | 群馬テレビ   | 群馬県     |                                                 |
|                                    |                              | とちぎテレビ | 栃木県     |                                                 |
|                                    |                              | BS11         | 日本全域   | 製作参加 / BS放送 / 『ANIME+』枠                |
|                                    |                              | AT-X         | 日本全域   | 製作参加 / CS放送 / 字幕放送 / リピート放送あり |
| 2020年1月7日 - 3月24日             | 火曜 1:59 - 2:29（月曜深夜） | 読売テレビ   | 近畿広域圏 | 『MANPA』第1部                                  |
| 2020年1月8日 - 3月25日             | 水曜 2:05 - 2:35（火曜深夜） | テレビ愛知   | 愛知県     |                                                 |
| 2020年1月29日 - 4月15日            | 水曜 1:55 - 2:21（火曜深夜） | 長崎文化放送 | 長崎県     | 『あに。』枠                                    |
| 第1話は1時間スペシャルとして放送。 |                              |              |            |                                                 |

| 配信開始日   | 配信時間                     | 配信サイト |
| ------------ | ---------------------------- | --- |
| 2020年1月4日 | 土曜 0:00 - 0:30（金曜深夜） | AbemaTV |
| 2020年1月8日 | 水曜 0:00（火曜深夜） 更新   | dアニメストア Netflix U-NEXT アニメ放題 Amazonプライム・ビデオ バンダイチャンネル Hulu ビデオパス J:COMオンデマンド FOD dTV ひかりTV ビデオマーケット DMM.com music.jp |
| 2020年1月9日 | 木曜 0:00 - 0:30（水曜深夜） | ニコニコ生放送 |
|              | 木曜 0:00（水曜深夜） 更新   | GYAO! ニコニコチャンネル |

### BD / DVD
| 巻 | 発売日        | 収録話          | 規格品番      | 規格品番      |
| 巻 | 発売日        | 収録話          | BD限定版      | DVD限定版     |
| -- | ------------- | --------------- | ------------- | ------------- |
| 1  | 2020年3月25日 | 第1話           | ANZX-14941/2  | ANZB-14941/2  |
| 2  | 2020年5月27日 | 第2話 - 第3話   | ANZX-14943/4  | ANZB-14943/4  |
| 3  | 2020年6月24日 | 第4話 - 第5話   | ANZX-14945/6  | ANZB-14945/6  |
| 4  | 2020年7月29日 | 第6話 - 第7話   | ANZX-14947/8  | ANZB-14947/8  |
| 5  | 2020年8月26日 | 第8話 - 第9話   | ANZX-14949/50 | ANZB-14949/50 |
| 6  | 2020年9月30日 | 第10話 - 第11話 | ANZX-14951/2  | ANZB-14951/2  |

## 小説『ダーウィンズゲーム〜フラッグゲーム〜』
『週刊少年チャンピオン』2020年7号から2020年39号まで連載された小説。著者は、原作者である深山秀本人。挿絵も原作作画の高畑ゆき本人が手がけている。